# Richard Denning
Richard Denning (Poughkeepsie, Nova Iorque, 27 de março de 1914 - Escondido, Califórnia, 11 de outubro de 1998) foi um ator norte-americano, lembrado especialmente pelo seu trabalho na premiada telessérie Hawaii Five-O, em que viveu o papel do governador Paul Jameson durante doze anos.

## Vida e carreira
Filho de fabricante de roupas, formado em administração de empresas, Denning entrou para o show business depois de ganhar o concurso radiofônico Do You Want to Be an Actor? ("Você Quer Ser Ator?") em 1936. Contratado pela Paramount, estúdio onde ficaria até 1942, teve de adotar outra identidade, porque seu sobrenome de nascença lembrava muito o gângster John Dillinger. Estreou nas telas em Menina dos Meus Olhos  (Hold 'Em Navy, 1937), drama de Kurt Neumann estrelado por Lew Ayres.
Pelas duas décadas seguintes, atuaria, ora como coadjuvante, ora como protagonista, em inúmeros filmes B, como o clássico da ficção-científica O Monstro da Lagoa Negra (Creature from the Black Lagoon, 1954), de Jack Arnold ou o pequeno western A Conquista do Oeste (The Gun That Won the West, 1955), de William Castle. Um bom momento foi sua participação no renomado drama sentimental Tarde Demais para Esquecer (An Affair to Remember, 1957), de Leo McCarey, estrelado por Cary Grant e Deborah Kerr.
No rádio, Denning atuou ao lado de Lucille Ball no show My Favorite Husband (1948 - 1951), precursor do televisivo I Love Lucy, onde foi substituído por Desi Arnaz, marido da atriz. Na TV, estrelou as séries Mr. and Mrs. North (1952 - 1954), The Flying Doctor (1959), Michael Shayne (1960 - 1961) e Karen (1964 - 1965). Depois de participar como ator convidado de inúmeras outras séries, Denning decidiu aposentar-se e retirou-se para o Havaí. Lá, foi convencido a aceitar o papel do governador Paul Jameson na lendária série Hawaii Five-O (Havaí 5-0, no Brasil). Foram 69 episódios, entre 1968 e 1980.
Richard Denning alistou-se na Marinha durante a Segunda Guerra Mundial, tendo servido como ordenança em um submarino. Foi casado duas vezes: em 1942, desposou a atriz Evelyn Ankers, com quem teve uma filha. Evelyn faleceu em 1985 e, no ano seguinte, Denning uniu-se a Patricia Leffingwell, com quem viveria até seu passamento, em 1998, vítima de parada cardíaca.

## Filmografia
Estão listados somente os filmes em que o ator recebeu créditos.
| Ano  | Nome original                            | Nome PT/BR                     | Nome PT/PT                    | Notas |
| ---- | ---------------------------------------- | ------------------------------ | ----------------------------- | ----- |
| 1937 | Hold 'Em Navy                            | Menina dos Meus Olhos          |                               |       |
| 1938 | King of Alcatraz                         | O Tirano de Alcatraz           |                               |       |
| 1938 | Illegal Traffic                          | Cumplicidade Feminina          |                               |       |
| 1938 | Her Jungle Love                          | Idílio na Selva                |                               |       |
| 1938 | The Buccaneer                            | Lafitte, O Corsário            |                               |       |
| 1938 | You and Me (1938)                        | Casamento Proibido             |                               |       |
| 1939 | Persons in Hiding                        | Perfume Delator                |                               |       |
| 1939 | Grand Jury Secret                        | O Segredo da Justiça           |                               |       |
| 1939 | Television Spy                           | Espionagem por Televisão       |                               |       |
| 1939 | Sudden Money                             |                                |                               |       |
| 1939 | Some Like It Hot                         | Garota Apaixonada              |                               |       |
| 1939 | Million Dollar Legs                      | Ela Prefere os Atletas         |                               |       |
| 1939 | King of Chinatown                        | O Rei do Bairro Chinês         |                               |       |
| 1939 | The Gracie Allen Murder Case             | A Comédia de um Crime          |                               |       |
| 1939 | Ambush                                   | Uma Cilada do Acaso            |                               |       |
| 1940 | Golden Gloves                            | Luvas de Ouro                  |                               |       |
| 1940 | Seventeen                                | Loucuras da Mocidade           |                               |       |
| 1940 | Queen of the Mob                         |                                |                               |       |
| 1940 | Parole Fixer                             | Mercadores do Crime            |                               |       |
| 1940 | Love Thy Neighbor                        | Dois Bicudos Não se Beijam     |                               |       |
| 1940 | The Farmer's Daughter                    | Uma Ingênua na Roça            |                               |       |
| 1940 | Emergency Squad                          | Servidores da Lei              |                               |       |
| 1940 | Those Were the Days                      |                                |                               |       |
| 1940 | North West Mounted Police                | Legião de Heróis               | Os Sete Cavaleiros da Vitória |       |
| 1941 | West Point Widow                         | O Segredo da Enfermeira        |                               |       |
| 1941 | Adam Had Four Sons                       | Os Quatro Filhos de Adão       |                               |       |
| 1942 | Quiet Please: Murder                     | Morte na Página 2              |                               |       |
| 1942 | Ice-Capades Revue                        | Fantasia de Gelo               | Turbilhão de Estrelas         |       |
| 1942 | The Glass Key                            | Capitulou Sorrindo             | Sou eu o assassino            |       |
| 1942 | Beyond the Blue Horizon                  | Além do Horizonte Azul         |                               |       |
| 1946 | The Fabulous Suzanne                     |                                |                               |       |
| 1946 | Black Beauty                             | Beleza Negra                   |                               |       |
| 1947 | Seven Were Saved                         | Tragédia no Mar                |                               |       |
| 1948 | Unknown Island                           |                                |                               |       |
| 1948 | Lady at Midnight                         |                                |                               |       |
| 1948 | Caged Fury                               | Na Jaula dos Leões             |                               |       |
| 1948 | Disaster                                 | Não Sou Culpado                |                               |       |
| 1950 | No Man of Her Own                        | Casei-me com um Morto          |                               |       |
| 1950 | Double Deal                              | Fúria Perversa                 |                               |       |
| 1950 | Harbor of Missing Men                    | O Porto dos Homens Perdidos    |                               |       |
| 1951 | Insurance Investigator                   | Agente de Seguros              |                               |       |
| 1951 | Weekend with Father                      | Feitiço de Amor                |                               |       |
| 1951 | Flame of Istamboul                       | Noites de Istambul             |                               |       |
| 1951 | Secrets of Beauty                        |                                |                               |       |
| 1952 | Target Hong Kong                         | O Dragão Verde                 |                               |       |
| 1952 | Okinawa                                  | Okinawa                        |                               |       |
| 1952 | Hangman's Knot                           | O Laço do Carrasco             |                               |       |
| 1952 | Scarlet Angel                            | Anjo Escarlate                 |                               |       |
| 1953 | The Glass Web                            | O Crime da Semana              |                               |       |
| 1953 | The 49th Man                             | Espiã 49                       |                               |       |
| 1954 | The Battle of Rogue River                | Rio de Sangue                  |                               |       |
| 1954 | Jivaro                                   | O Tesouro Perdido do Amazonas  |                               |       |
| 1954 | Creature from the Black Lagoon           | O Monstro da Lagoa Negra       |                               |       |
| 1954 | Target Earth                             | Invasão do Mundo               |                               |       |
| 1955 | The Magnificent Matador                  | O Magnífico Matador            |                               |       |
| 1955 | The Crooked Web                          | A Cilada                       |                               |       |
| 1955 | The Creature with an Atom Brain          | O Cadáver Atômico              |                               |       |
| 1955 | Air Strike                               |                                |                               |       |
| 1955 | The Gun That Won the West                | A Conquista do Oeste           |                               |       |
| 1956 | The Oklahoma Woman                       | A Onça de Oklahoma             |                               |       |
| 1956 | Million Dollar Manhunt                   |                                |                               |       |
| 1956 | The Day the World Ended                  |                                |                               |       |
| 1956 | Girls in Prison                          | Lobas da Penitenciária         |                               |       |
| 1957 | Naked Paradise                           | Paraíso em Fúria               |                               |       |
| 1957 | The Black Scorpion                       | O Escorpião Negro              |                               |       |
| 1957 | Buckskin Lady                            | Bala por Bala                  |                               |       |
| 1957 | An Affair to Remember                    | Tarde Demais Para Esquecer     |                               |       |
| 1958 | Desert Hell                              | Inferno no Deserto             |                               |       |
| 1958 | The Lady Takes a Flier                   | A Força do Amor                |                               |       |
| 1960 | No Greater Love                          |                                |                               |       |
| 1963 | Twice-Told Tales                         | Nos Domínios do Terror         |                               |       |
| 1966 | Alice Through the Looking Glass          |                                |                               | TV    |
| 1968 | I Sailed to Tahiti with an All Girl Crew |                                |                               |       |
| 1980 | The Asphalt Cowboy                       | Um Cowboy do Asfalto em Apuros |                               | TV    |